# 漢堡美術館

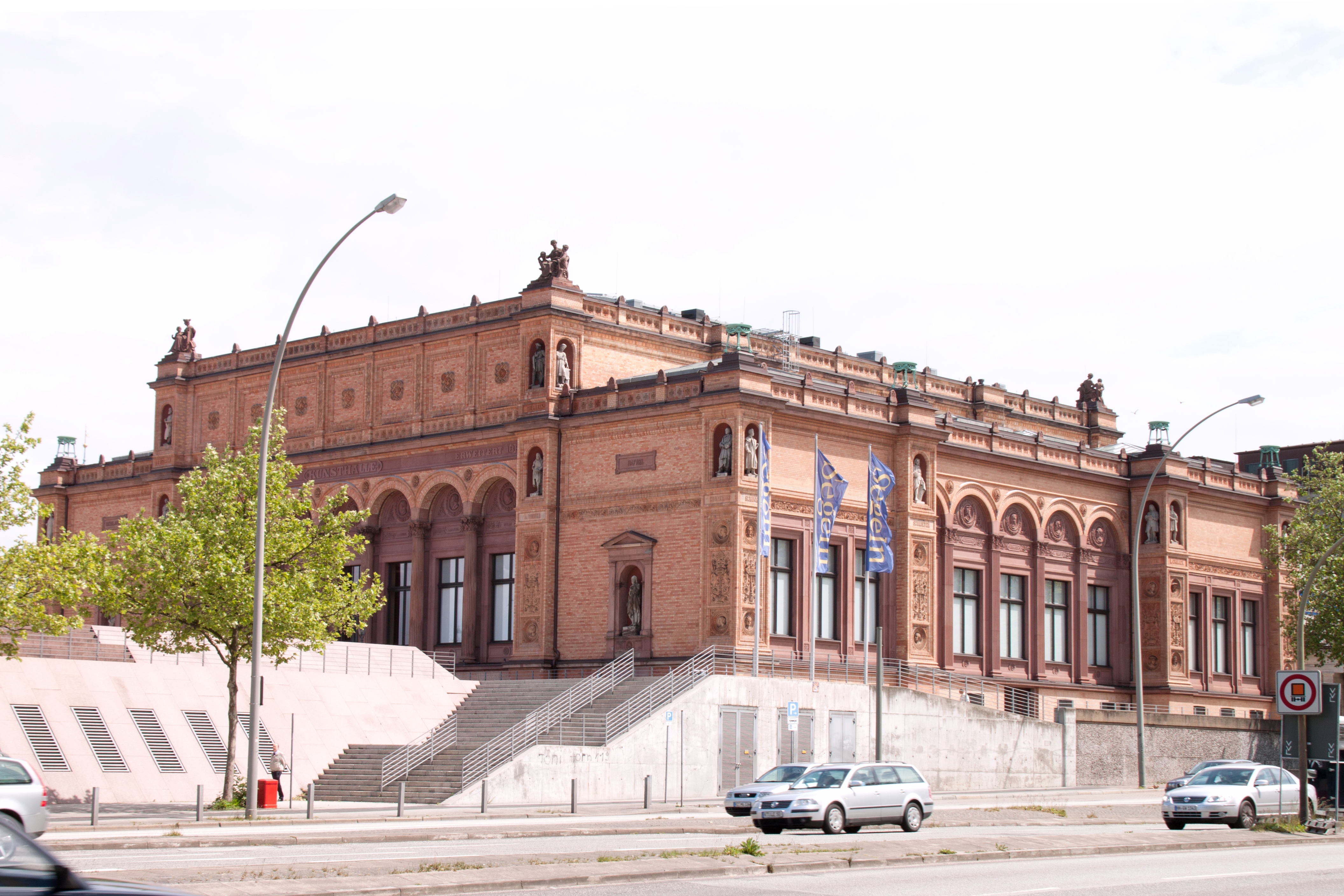

漢堡美術館（德語：Hamburger Kunsthalle）是位於德國城市漢堡的一座美術館。美術館主要收藏14世紀漢堡的繪畫藝術品，16及17世紀荷蘭人和弗拉芒人藝術家的繪畫，19世紀法國和德國的繪畫作品，以及當代藝術品。